# اسکینانتوس
اسکینانتوس (نام علمی: Aeschynanthus) نام یک سرده از خانواده جسنریان است.